# Geoffrey Household
Œuvres principales
Le Solitaire (1939)
Geoffrey Household, né le 30 novembre 1900 à Bristol, dans le Somerset et mort le 4 octobre 1988  à Banbury, dans le Oxfordshire, est un romancier britannique, auteur de plusieurs thrillers d'aventures, romans d'espionnage, ainsi que de quelques ouvrages de littérature d'enfance et de jeunesse.
Il est surtout connu pour Le Solitaire (Rogue Male), un thriller d'aventures, mâtiné d'espionnage, que Fritz Lang adapte au cinéma en 1941 sous le titre Chasse à l'homme (Man Hunt).

## Biographie
Fils d'un avocat, Geoffrey Household étudie d'abord dans un établissement de sa ville natale de Bristol. Après des études universitaires au Magdalen College de l'université d'Oxford, où il obtient un diplôme de lettres, il travaille dans une banque de Roumanie à Bucarest, puis devient importateur en Espagne de 1926 à 1929.  Installé aux États-Unis pendant la Grande Dépression, il est scripteur pigiste et participe à l'écriture d'encyclopédies et de pièces radiophoniques pour la jeunesse. De retour en Angleterre en 1933, il devient commis voyageur pour le compte d'une compagnie d'encre d'imprimerie et séjourne jusqu'en 1939 au Moyen-Orient, en Amérique du Sud et dans la Péninsule Ibérique avant le déclenchement de la guerre civile espagnole. Pendant la Seconde Guerre mondiale, il devient un agent du Secret Intelligence Service et déploie son activité d'espionnage en Roumanie, en Grèce et au Moyen-Orient.
Il amorce sa carrière d'écrivain en 1936 par la publication de sa première nouvelle, The Salvation of Pisco Gabar, dans The Atlantic Monthly, reprise ultérieurement dans un recueil homonyme, et de son premier roman, The Terror of Villadonga, un ouvrage pour la jeunesse. En 1939, il fait paraître Le Solitaire (Rogue Male) qui lui apporte la célébrité. Ce thriller d'aventures et d'espionnage, qui s'attaque à Hitler et au nazisme est considéré comme un classique de la littérature policière. Il est classé par la Crime Writers' Association et l'association des Mystery Writers of America respectivement au 14e et 55e rang dans la liste des cents meilleurs romans policiers de tous les temps.

## Œuvre

### Romans
- The Third Hour (1937)
- Rogue Male (1939) Publié en français sous le titre Le Solitaire, Paris, C. Bourgois, « Série B », 1988
- Arabesque (1948)
- The High Place (1950)
- A Rough Shoot ou Shoot First (1951)
- A Time to Kill (1951)
- Fellow Passenger ou Hang the Moon High (1955)
- Watcher in the Shadows (1960)
- Thing to Love (1963)
- Olura (1965)
- The Courtesy of Death (1967)
- Dance of the Dwarfs (1968)
- Doom's Caravan (1971)
- The Three Sentinels (1972)
- The Lives and Times of Bernardo Brown (1973)
- Red Anger (1975)
- The Cats to Come (1975)
- Hostage London: The Diary of Julian Despard (1977)
- The Last Two Weeks of Georges Rivac (1978)
- The Sending (1980)
- Summon the Bright Water (1981)
- Rogue Justice (1982), suite du roman Rogue Male
- Arrows of Desire (1985)
- Face to the Sun (1988)

### Ouvrages de littérature d'enfance et de jeunesse
- The Terror of Villadonga ou The Spanish Cave (1936)
- The Exploits of Xenophon ou Xenophon's Adventure (1955)
- Prisoner of the Indies (1967)
- Escape into Daylight (1976)

### Recueils de nouvelles
- The Salvation of Pisco Gabar and Other Stories (1938)
- Tales of Adventurers (1952)
- The Brides of Solomon and Other Stories (1958)
- Sabres on the Sand (1966)
- The Europe That Was (1979)
- Capricorn and Cancer (1981)
- The Days of Your Fathers (1987)

### Autobiographie
- Against the Wind (1958)

### Nouvelles traduites en français
- Taboo (1940) Publié en français sous le titre Le Loup-garou, Paris, Opta, Mystère magazine no 13, février 1949
- To Die With Decency (1961) Publié en français sous le titre Mourir avec dignité, Paris, Opta, Mystère magazine no 168, janvier 1962
- Keep Walking ou The Instinct of the Hunter (1968) Publié en français sous le titre L'Instinct de l'homme traqué, Paris, Opta, Mystère magazine no 302, avril 1973

## Adaptations

### Au cinéma
- 1941 : Chasse à l'homme, film américain de Fritz Lang, d'après le roman Le Solitaire (Rogue Male, 1939), avec Walter Pidgeon, Joan Bennett, George Sanders et John Carradine
- 1953 : Brandy for the Parson, film britannique de John Eldridge, d'après le roman éponyme, avec James Donald et Kenneth More
- 1958 : Coup de feu au matin (Rough Shoot), film britannique de Robert Parrish, d'après le roman éponyme, avec Joel McCrea et Laurence Naismith
- 1983 : Pris au piège (Dance of the Dwarfs), film américain réalisé par Gus Trikonis, d'après le roman éponyme, avec Deborah Raffin et Peter Fonda

### À la télévision
- 1952 : Death Drum, épisode 20, saison 4 de la série télévisée américaine Suspense réalisé par Robert Stevens, avec Herbert Berghof
- 1952 : Woman in Love, épisode 47, saison 4 de la série télévisée américaine Suspense réalisé par Robert Mulligan, avec Arnold Moss
- 1972 : Deadly Harvest, téléfilm américain de Michael O'Herlihy, d'après le roman Watcher in the Shadows (1960), avec Richard Boone, Patty Duke et Michael Constantine
- 1977 : Rogue Male, téléfilm britannique de Clive Donner, d'après le roman éponyme de 1939, avec Peter O'Toole, John Standing et Alastair Sim